# Фэглз, Роберт
Роберт Фэглз (Robert Fagles; 11 сентября 1933, Филадельфия, Пенсильвания — 26 марта 2008, Принстон, Нью-Джерси) — американский переводчик-классицист. Доктор (1959), эмерит-профессор Принстона, где преподавал с 1960 года, член Американского философского общества (1997). Наиболее известен своими вышедшими в издательстве Viking Press переводами «Илиады» (1990), «Одиссеи» (1996) и «Энеиды» (2006). Лауреат Национальной гуманитарной медали США (2006).
Единственный ребенок в семье адвоката; его отец умер, когда Роберту было 14 лет. Воспитывался матерью (ум. 1976), получившей образование архитектора, но не работавшей по специальности. В Амхерстском колледже начинал как студент-медик, однако затем переключился на английский язык (бакалавр summa cum laude по английской литературе, 1955). В Йельской высшей школе получил докторскую степень по английской литературе в 1959 году (занимался у Maynard Mack). Одним из его учителей в Йеле был также Бернард Нокс, с которым они останутся друзьями на всю жизнь. На протяжении года преподавал инструктором в Йеле, после чего поступил в Принстон в 1960 году, и оставался там до выхода на пенсию в 2002 году, являлся именным профессором (Arthur W. Marks ’19 Professor) и руководителем-создателем кафедры сравнительного литературоведения (1975—1994). Почётный доктор Принстона (2007). Его переводы «Илиады» и «Одиссеи» стали бестселлерами. «Поэзия предназначена для того, чтобы её слышали», — говорил Фэглз. Отмечен PEN/Ralph Manheim Medal for Translation (англ., 1997), также получил премию в области литературы от Американской академии искусств и литературы.
Скончался от рака предстательной железы после продолжительной болезни. Осталась вдова, две дочери и трое внуков.